# Gastone Lottieri
Gastone Lottieri (Bagnolo Mella, 24 ottobre 1926 – Manerbio, 1º ottobre 2000) è stato un direttore di banda italiano, così come uno dei più originali autori della banda musicale italiana del secondo Novecento.
Dopo essersi occupato di musica jazz tra gli anni Quaranta e Sessanta, in seguito approda alla guida della banda di Bagnolo Mella e, a partire dal 1983, dirige il corpo musicale cittadino di Ghedi.
Autore di brani di grande originalità (da Triade alla Suite religiosa, a Russkoje Slovo), ha svolto un importante lavoro anche come arrangiatore e a lui si devono interessanti trascrizioni per banda di musiche di Ludwig van Beethoven, Vincenzo Bellini, Georges Bizet, Modest Petrovič Musorgskij, Giacomo Puccini e Claude Debussy.
Una parte della sua produzione musicale fu anche consacrata al jazz e, in particolare, ad uno sviluppo originale di temi e forme sonore legati al genere swing. Questa esperienza si ritrova anche in sue composizioni che utilizzano elementi provenienti dallo stile New Orleans e dal Dixieland, ma anche da autori come Glenn Miller e Duke Ellington.
Nel dicembre 2005 è stato ricordato con due imponenti concerti di musica sacra (il primo a Bagnolo Mella e il secondo a Ghedi) che hanno visti impegnati oltre cento musicisti: alcuni solisti (il soprano Barbara Vignudelli, il tenore Luciano Buono e il baritono Loris Bertolo), il corpo musicale cittadino di Ghedi diretto da Francesco Andreoli, le corali di Bagnolo Mella, Gambara, Ghedi, Manerbio e Sale Marasino.

## Le opere

### Composizioni religiose e da concerto
- Piccola rapsodia bagnolese
- Suite religiosa
- Russkoje Slovo
- Triade

### Marce
- Gaydi
- Invocazione al monumento

### Jazz
- Byril Boogie
- Fantasia swing
- Blues for Clarinet and Brass

### Principali trascrizioni
- Adagio in sol minore di Tomaso Albinoni - Remo Giazotto
- Salve Regina di Giuseppe Tartini
- Egmont di Ludwig van Beethoven
- Sinfonia n.8, Incompiuta, primo movimento di Franz Schubert
- Jugend Suite di Robert Schumann
- Kyrie Eleison di Vincenzo Bellini
- Luisa Miller, sinfonia di Giuseppe Verdi
- Arie da Aida e Traviata, con cantanti solisti di Giuseppe Verdi
- L'Arlésienne, suite n.2 di Georges Bizet
- Lago dei cigni, suite di Piotr Caicovkij
- Quadri di un'esposizione di Modest Musorgskij - Maurice Ravel
- Berceuse héroique di Claude Debussy
- Arie da Gianni Schicci, Tosca e Turandot, con cantanti solisti di Giacomo Puccini
- La danza delle sciabole di Aram Il'ič Chačaturjan.
- A Hote Time in The Old Town Tonight di Theo Metz
- In The Mood di Joe Garland
- Pennsylvania 6-5000 di Jerry Gray